# Пушкин (аэродром)
«Пу́шкин» — аэродром совместного базирования на окраине города Пушкин, в 28 км к югу от центра Санкт-Петербурга.
Аэродром способен принимать самолёты Ил-76, Ту-154, Ан-22, Як-42, Ту-134, Ан-12 и все более лёгкие самолёты (отечественного производства), а также вертолёты всех типов. Является аэродромом совместного базирования — кроме ВКС России, разрешено использование аэродрома Минпромэнерго РФ, ВНГ России, также осуществляются местные пассажирские перевозки в города Карелии (Сегежа, Костомукша и другие), проводятся праздники.

## История

### Аэродром Авиации Российской Императорской армии
Осенью 1908 года во Францию были командированы офицеры парк-капитаны Н. И. Утешев и С. А. Немченко для изучения вопросов авиации в армии. В ходе обучения офицеры летали на аэроплане с Уилбуром Райтом, который через них предложил российскому военному ведомству купить 10 аппаратов своей системы за 200 тысяч рублей. При обсуждении этого предложения на совещании в Главном инженерном управлении генерал-майор А. М. Кованько высказался против покупки аэропланов братьев Райт, считая, что они не пригодны в военном деле. Был поднят вопрос о сравнении аэропланов других конструкторов. С целью сравнения летательных аппаратов различных конструкций, пригодных для военного дела, Военное министерство России решило провести открытый конкурс. 24 августа 1908 года петербургская печать сообщила читателям:
Конкурс аэропланов. Главное инженерное управление организует осенью 1909 года международный конкурс аэропланов. На премии испрошено через военный совет 50 тысяч рублей. Подробные условия конкурса пока окончательно не выработаны. Место для аэродрома также не выбрано. Предполагается ходатайствовать о разрешении устройства аэродрома на Царскосельском скаковом поле.Газета «Новое время»
Использовавшийся до этого для подъёмов в воздух Воздухоплавательный парк в Санкт-Петербурге был неподходящей для эксплуатации аэропланов территорией из-за своих относительно небольших размеров. В военном ведомстве был поднят вопрос о строительстве полноценного аэродрома. Одним из сложных вопросов аэродромного строительства был земельный вопрос, так как плоские территории, не принадлежавшие частным лицам, найти было весьма трудно. В пригородах Санкт-Петербурга наиболее подходящими посчитали Гатчинское и Красносельское военные поля, а также территория Усть-Ижорского сапёрного лагеря. Самым пригодным для строительства аэродрома сочли Гатчинское военное поле, находящееся перед Императорским дворцом — Император пожелал видеть из своих окон полёты авиации. Первый аэродром Российской империи был построен там.
Через три года вновь был поднят вопрос об отведении Царскосельского скакового поля, другое название — «Софийский плац», под аэродром. Летом 1911 года на Софийском плацу, к западу от Гатчинского тракта, началось строительство аэродрома. Работы выполняло Товарищество «Иванов, Кебке и др.», финансировало постройку Военное ведомство. Аэродром готовили к дате открытия «Царскосельской авиационной недели», которую планировали провести в рамках «Юбилейной сельскохозяйственной выставки».
Царскосельская юбилейная выставка была устроена в августе — октябре 1911 года в память основания Царского Села императрицей Екатериной I. Желая придать Выставке возможно больший интерес и разнообразие, администрация Выставки приняла меры к тому, чтобы в течение Выставки посетителям были представлены все тогдашние виды спорта. С этой целью были устроены: авиационная неделя, гребные гонки, состязания в лёгкой атлетике и спортивные испытания на скаковом кругу.
Царскосельскую авиационную неделю провели в период с 15 по 21 августа 1911 года. Причём полёты носили отчасти военный характер, так как в задачу авиаторов входило взрывание моста, разведка, метание бомб, имитация расстрела аэроплана с автомобиля. Места для полётов были отгорожены от публики. Первые два дня полётов были посвящены фигурным полётам над аэродромом, а последующие дни — полётам вне аэродрома. Авианеделя прервалась раньше срока из-за окончательно испортившейся погоды. В ходе состязаний было разыграно три приза: Императорский кубок, приз Совета Всероссийского Аэро-Клуба и приз от неизвестного лица. Конкурсные полёты проводились с 17 до 20 часов. При первом вылете авиаторы были обязаны обогнуть купол Софийского собора. Это указание мгновенно стало традиционным. Все свои полёты авиаторы начинали с виража вокруг собора. В авианеделе приняли участие самые знаменитые тогда авиаторы России: Борис Масленников и Глеб Алекснович, Михаил де Кампо-Сципио и Макс Лерхе, Георгий Янковский и братья Ефимовы, военные лётчики: Фирсов, Данилевский, Бродович, Бахмутов. Командовал аэродромом и руководил полётами С. С. Усов.
5 июля 1914 года в 01:55 с Комендантского аэродрома взлетел «Илья Муромец» с заводским номером 128. Экипаж самолёта составляли пилоты Сикорский, Янковский, Лавров, Алехнович и механик Панасюк. В условиях «белой ночи» самолёт совершил перелёт по маршруту Царское Село — Пулково — Охта — Комендантский аэродром — Стрельна — Красное Село — Царское Село. Полёт продолжался 6,5 часа, в его ходе пилоты сменяли друг друга за штурвалом. Всего было пройдено 650 вёрст (без малого 700 км), что явилось очередным мировым рекордом.
В годы Первой мировой войны на Царскосельском аэродроме базировался авиаотряд, основной задачей которого было прикрытие Императорской резиденции с воздуха. Одним из его пилотов был Михаил Ефимов. Ещё один такой же авиаотряд базировался на северной окраине Царского Села. Авиаторы этого отряда летали, используя в качестве взлётно-посадочной полосы Кузьминское шоссе. Царское Село стало первой в России базой авиации ПВО.

### Аэродром ВВС РККА
В 1930-е годы теперь уже Детскосельский (в связи с переименованием города в Детское село в 1918 году), аэродром стал одним из основных военных аэродромов Ленинградского Военного округа. C 1933 по 1938 год на нём базировалась 3-я авиадесантная бригада особого назначения имени С. М. Кирова. 11 декабря 1932 года Реввоенсовет СССР принял постановление о развёртывании авиамотодесантных отрядов. Во исполнение этого постановления и организовывались первые авиадесантные бригады (АДБ), их ещё называли авиабригады особого назначения (АБОН). Это был симбиоз тяжелобомбардировочных и парашютно-десантных частей. Одной из таких авиабригад была и 3-я АБОН. Кроме неё на территории аэродрома размещался филиал Осконбюро П. И. Гроховского и Центральные курсы по подготовке начальников и инструкторов парашютно-десантных служб ВВС РККАФ. По планам боевой подготовки ГШ ВВС, на базе бригады регулярно проводились сборы летчиков по отработке техники пилотирования и десантирования тяжёлых грузов: автомашин, броневиков, танков, артиллерийских орудий. В 1933—1934 годах бригадой командовал комбриг М. В. Бойцов. С 1934 года по февраль 1936 года бригаду возглавлял комдив В. С. Коханский — в недавнем прошлом начальник бронемеханизированных частей Ленинградского военного округа, волевой и требовательный командир, имевший научные труды. Затем он был переведён командиром 5-го тяжелобомбардировочного авиационного корпуса Забайкальского ВО, а в 1938 году репрессирован как «враг народа». Его сменил комдив А. В. Ворожейкин, будущий маршал авиации, начальник Главного штаба ВВС. В 1936—1937 годах 3-й АБОН им. С. М. Кирова командовал комбриг А. С. Зайцев.
Помимо 3-й АБОН в 1933—1934 годах на Детскосельском аэродроме сформировали 253-ю (позднее — 100-ю) легкоштурмовую авиабригаду (ЛШАБР). Её первым командиром был С. А. Красовский, будущий маршал авиации, Герой Советского Союза.
В 1935 году на Детскосельский аэродром прибыли 78 самолётов ССС в состав 100-й штурмовой авиабригады.
В 1937 году Детское Село было переименовано в город Пушкин. В 1938 году авиабригады особого назначения были расформированы. 3-я АБОН была реорганизована в 201-ю воздушно-десантную бригаду имени С. М. Кирова.
В 1939 году на Пушкинском аэродроме была построены две перекрещивающиеся взлётно-посадочные полосы с искусственным покрытием из цементобетона — 850 метров и 950 метров.
С 1939 года на аэродроме Пушкин базировались истребители. Здесь же разместилось Управление 59-й истребительной авиационной бригады, в состав которой входили 7-й, 25-й и 38-й истребительные авиаполки. Обеспечение аэродрома лежало на плечах 150-й авиабазы, 2-го инженерно-технического батальона и 28-го гарнизонного узла связи. Кроме того на аэродроме действовала Окружная школа младших авиационных специалистов и шло формирование 68-го ИАП.
В конце 1930-х годов расширена жилая зона аэродрома — построены шесть четырёхэтажных зданий «авиационного» стиля вдоль Красносельского шоссе.

### Аэродром во время Великой Отечественной войны
В «Зимней войне» приняла участие 201-я воздушно-десантная бригада имени С. М. Кирова, также истребители И-153 38-го ИАП. В декабре 1939 года в Пушкине была сформирована экспериментальная часть бомбардировщиков, предназначенная для «обкатки» на фронте различных новинок и освоения новых методов — в частности, бомбардировки с пикирования. Часть изначально была названа «эскадрильей слепых полётов», затем переименована в 12-ю отдельную эскадрилью. На 26 декабря она состояла из восьми ДБ-3М и трёх СБ. Основная часть личного состава была взята из НИИ ВВС. 19 января 1940 года эскадрилья была развёрнута в 85-й авиаполк особого назначения (85 АПОН) Особой авиабригады. Благодаря оснащению новейшим по тем временам навигационным оборудованием, 85-й АПОН был единственным полком, чьи самолёты совершали ночные налёты на Финляндию. В Пушкине для ночных полётов был оборудован «старт из летучих мышей с затемнением» («летучие мыши» — керосиновые фонари). 20 марта 1940 года полк был расформирован.
С осени 1940 года на аэродроме Пушкин базировались истребители И-153 и И-16 154-го, 155-го и 156-го истребительного авиаполков 39-й истребительной авиадивизии. В июне 1941 года 154 ИАП перевооружается на истребители МиГ-3.
155-й ИАП на пятый день войны убывает в Карелию. Самолёты 156-го ИАП в июне — сентябре 1941 года базируются на аэродромах подскока близ линии фронта.
154-й ИАП ведёт бои над подступами к Ленинграду, начиная с июля 1941 года, над Лугой, Плюссой затем над Новгородом и Чудовом.

В августе 1941 года аэродром Пушкин был выбран для старта самолётов 81-й авиационной дивизии под командованием знаменитого полярного лётчика комбрига М. Водопьянова (Авиации дальнего действия), задача: налёт на Берлин. Для налёта были выделены 12 тяжёлых бомбардировщиков ТБ-7 432-го ДБАП и 28 дальних бомбардировщиков Ер-2 420-го ДБАП. 10 августа выделенные самолёты совершили посадку в Пушкине. Подготовкой налёта на Берлин руководил непосредственно Штаб ВВС РККА во главе с Командующим ВВС — генерал-лейтенантом П. Жигарёвым, прибывшим в Пушкин. Данная операция, санкционированная лично И. Сталиным, держалась под секретом, в том числе и для ПВО Ленинграда и Балтийского флота, что отрицательно сказалось на вылете.
Старт самолётов, вылетающих на Берлин, начался в 20:00 10 августа. При взлёте перегруженных бомбардировщиков произошли аварии. Один Ер-2 не смог набрать требуемую для отрыва от поверхности скорость, выкатился за пределы полосы, въехал в дренажную канаву и сломал шасси; взрыва бомб, к счастью, не произошло. У одного из ТБ-7 на взлёте заглохли два правых дизеля; самолёт под углом врезался в землю. После этого взлёт остальных самолётов генерал-лейтенантом П. Жигарёвым был отменён. На Берлин ушли 7 самолётов ТБ-7 и 3 Ер-2. По пути к цели «незнакомые самолёты» неоднократно были атакованы истребителями ВВС РККА и обстреляны зенитной артиллерией со своего побережья и кораблей Балтийского флота. В итоге, до вражеской столицы долетели и отбомбились только 4 ТБ-7 и 2 Ер-2. По тем же причинам, а также совершившие вынужденные посадки из-за отказа двигателей, в Пушкин вернулись всего один ТБ-7 и один Ер-2.
21 августа 1941 года состоялся первый воздушный бой над Пушкиным.
В сентябре 1941 года аэродром Пушкин покидают и МиГ-3 14-го ИАП — улетают в Волховский район. 18 сентября город и аэродром заняты немецкими войсками. Несмотря на своё удовлетворительное состояние, в период оккупации аэродром по назначению фактически не использовался. Сказалось его расположение рядом с линией фронта и подверженность артобстрелам со стороны Ленинграда.
24 января 1944 года в ходе Красносельско-Ропшинской операции на аэродром вновь вошли советские войска.
С конца марта 1944 года на аэродроме Пушкин базировался 102-й авиационный полк дальнего действия ВВС РККА (капитан Т. Гаврилов) совершавший налёты на объекты в Прибалтике, далеко за линией фронта.

## Аэродром после Великой Отечественной войны
На аэродром 15 апреля 1946 года с аэродрома Варшава перебазирован 405-й истребительный авиационный полк ПВО 36-й истребительной дивизии ПВО на самолётах Ла-5. Полк вошел в состав 2-го гвардейского ИАК ПВО. 5 июня 1946 года полк расформирован.

## Современное состояние

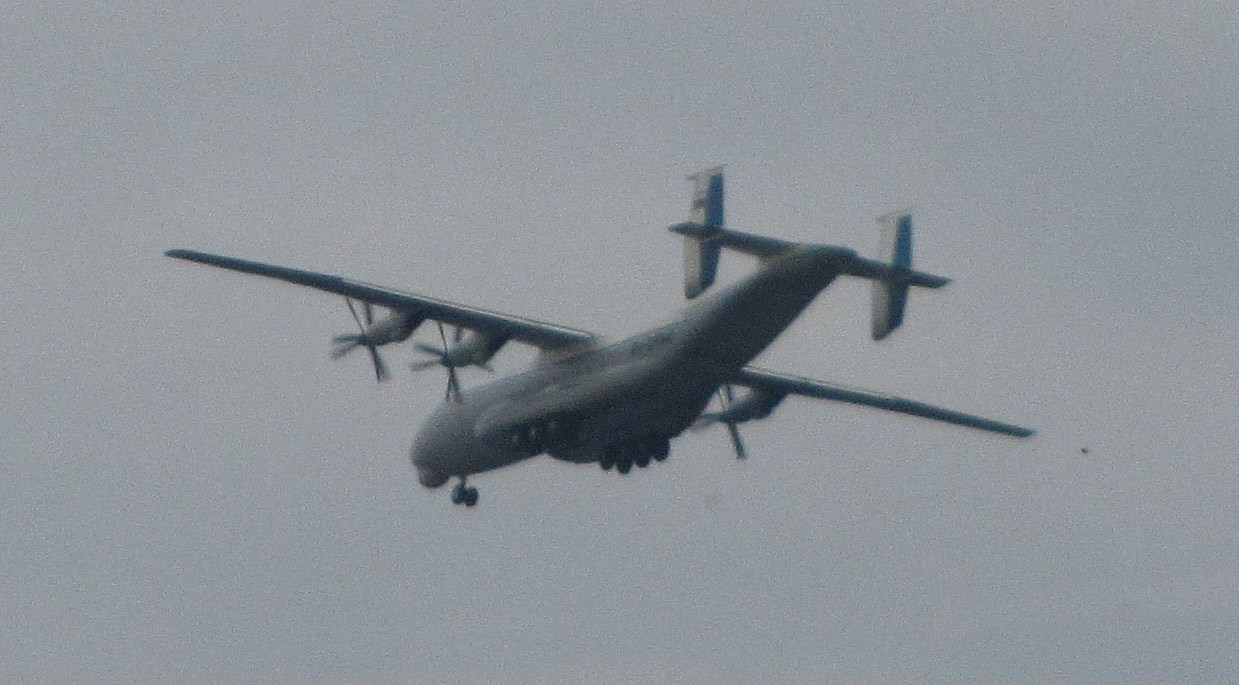
«Антей» идёт на посадку в Пушкин

На аэродроме базируются вертолёты Ми-8, Ми-24 ВКС России, а также 20-й авиаремонтный завод (АРЗ) МО РФ. 11 августа 2012 года состоялся праздник, посвящённый 100-летию ВВС России, на котором были продемонстрированы самолёты Су-34, Су-27, МиГ-29СМТ, МиГ-31, Су-24, МиГ-25, Ан-12, Ан-26, Ан-30, Ан-72, вертолёты Ми-8 и Ми-24.
С сентября 2012 года на аэродроме базируется Краснознаменная авиационная база армейской авиации ВВС России.

## Происшествия
7 февраля 1981 года на аэродроме произошла Катастрофа Ту-104А из состава отряда управления 25-й МРАД ВВС КТОФ СССР. Самолёт, выполнявший рейс по маршруту Пушкин — Хабаровск — Владивосток через несколько секунд после взлёта рухнул землю и полностью разрушился. Погибли все находившиеся на его борту 50 человек — 44 пассажира и 6 членов экипажа. Среди пассажиров на борту самолёта находились 16 адмиралов и генералов и 12 капитанов первого ранга и полковников, что на время полностью обезглавило Тихоокеанский флот ВМФ СССР.